# Acacio Gabriel Viegas
Acacio Gabriel Viegas  (Arpora, 1 de abril de 1856-Bombay, 1933), fue un médico indio, quién descubrió el brote de la peste bubónica —peste negra— en Bombay, India, su descubrimiento fue muy importante para los indios, ya que si no fuera por su descubrimiento oportuno, muchas personas hubieran muerto, a Acacio Gabriel Viegas se le ha acreditado con la inoculación de 18 000 residentes. Luego Acacio Gabriel Viegas llegó a ser el presidente de la Bombay Municipal Corporation.

## Biografía
Acacio Gabriel Viegas nació en Arpora, —en la actual Goa— el 1 de abril de 1856; luego que terminara sus estudios primarios, se matriculó en un colegio de nivel secundario llamado: St Xavier's High School, Bombay. Acacio tenía un buen rendimiento en su colegio, es por eso que cuando egresó de su colegio le felicitaron entregándole una distinción. Cuando Acacio ingresó a la universidad Grant Medical College —lo que en español sería: La Gran Universidad Médica—, le tuvieron que examinar el grado académico que tenía, esto fue en el año 1880.

### Vida presidencial
Acacio Gabriel Viegas no estaba contento con servir a su público con la medicina, sino que también quería ayudar a su pueblo políticamente, es entonces que Viegas se postuló a la presidencia de la Bombay Municipal Corporation —Municipalidad de Bombay—, y esta elección fue en los años 1888 hasta el año 1907. La presidencia de Acacio Gabriel fue muy importante para la historia de Bombay ya que fue el primer cristiano que fue presidente en su pueblo.
En su pueblo hizo grandes cosas, ya que Acacio fue una persona a la cual le tenían mucha confianza, Acacio quiso darles un mejor estilo de vida a las personas e la clase más bajas, a las personas pobres, y a las personas que estuvieran en la pobreza extrema. Luego Gabriel también bajo al mínimo los impuestos. Y también hizo que la educación sea libre y también obligatoria.
Viegas a la vez pertenecía a un sindicato de la Universidad de Bombay y fue el pionero de la facultad de tecnología científica. También introdujo el aprendizaje del idioma portugués en el programa y construyó universidades que se especializaban exclusivamente para enseñar a las mujeres.

### La Peste
En el año 1896, una peste azotó parte de la India, esta peste afectó a las aproximaciones de la colina de Nowroji, esta enfermedad fue algo misteriosa, esta peste, pronto se volvió una epidemia, lo cual usó un «éxodo» de la ciudad, ya que mucha gente migraba de su ciudad. El comercio que tuvo la ciudad decayó muy rápidamente, y las empresas textiles decayeron mucho. Lo cual a los médicos los desconcertaba mucho.
Felizmente, Viegas diagnosticó correctamente la enfermedad, y concluyó que se trataba de peste bubónica. Entonces Acacio rápidamente ordenó que limpiaran todos los tugurios para así poder exterminar a las ratas, las causantes de la peste.
Próximamente Acacio demostraría que lo que ordenó —exterminio de las ratas— iba a terminar con la peste invitando a Waldemar Haffkine, que ya antes había creado una vacuna en contra del cólera. Felizmente millares de vidas se salvaron.
Acacio Gabriel Viegas falleció en el año 1933. Después de su muerte, se le reconoció con una estatua de tamaño natural, la cual está erguida en el Cowasji Jehangir Hall. Después de él, Bombay tuvo como gobernador a Harekrushna Mahtab. Y también una calle lleva su nombre.